# Caldarchéol
Le caldarchéol est un étherlipide présent chez les archées hyperthermophiles. Les membranes constituées de caldarchéol sont thermiquement plus stables que celles constituées d'archéol car les chaînes hydrophobes de la bicouche lipidique sont liées entre elles par covalence pour former une « monocouche », ce qui permet à ces organismes de résister à des températures élevées.
La molécule forme un tétraéther macrocyclique constitué de deux unités archéol dont les résidus phytanyle sont fusionnés pour former des chaînes continues de 32 atomes de carbone (40 atomes de carbone en comptant les méthyles latéraux).
Cette configuration a été déterminée par synthèse totale, confirmant les études menées dix ans plus tôt par comparaison de la dégradation de cette structure obtenue de façon synthétique avec la dégradation d'échantillons naturels.